# Игуара
Игуара́ (порт. Rio Iguará) — река в штате Мараньян на северо-востоке Бразилии. Левый приток реки Мунин.
В 1838 году в поселении Манга на реке Игуара вспыхнуло народное восстание Балаяда.